# Euscelidia anthrax
Euscelidia anthrax är en tvåvingeart som beskrevs av Emile Janssens 1957. Euscelidia anthrax ingår i släktet Euscelidia och familjen rovflugor.
Artens utbredningsområde är Botswana. Inga underarter finns listade i Catalogue of Life.